# Ozero Beloje (sjö i Belarus, Brests voblast, lat 52,38, long 26,64)
Ozero Beloje (ryska: Озеро Белое) är en sjö i Belarus.   Den ligger i voblasten Brests voblast, i den centrala delen av landet, 180 km söder om huvudstaden Minsk. Ozero Beloje ligger 143 meter över havet. Arean är 0,17 kvadratkilometer.
I omgivningarna runt Ozero Beloje växer i huvudsak blandskog. Runt Ozero Beloje är det ganska glesbefolkat, med 29 invånare per kvadratkilometer.